# China Taipéi en los Juegos Olímpicos de Pyeongchang 2018
China Taipéi (Taiwán) estuvo representada en los Juegos Olímpicos de Pyeongchang 2018 por cuatro deportistas, tres hombres y una mujer, que compitieron en dos deportes.
El portador de la bandera en la ceremonia de apertura fue el piloto de luge Lien Te-An. El equipo olímpico no obtuvo ninguna medalla en estos Juegos.